# HMS 후드 (51)
HMS 후드(HMS Hood)은 영국에서 제1차 세계 대전 후 건조된 순양전함이다. 건조 당시에는 세계 최대의 군함이었으며, 영국 국민에게 폭넓은 사랑을 받은 상징적인 군함이다. 함명은 새뮤얼 후드 제독을 기리기 위해 명명되었다.

## 계획과 건조
후드의 건조 계획은 1915년 시작되었다. 당시에는 독일 해군에 대항하기 위해 계획되어 배수량이 36,000톤, 속력은 32노트에 다다르는 가히 세계 최고의 군함이었다. 그러나 1916년에 발생한 유틀란트 해전의 결과 순양 전함의 방어력을 속력 증가로 커버할 수 없다고 여겨져 방어 장갑을 증가한 끝에 배수량이 기준 배수량이 5000톤 증가한 41,200톤(만재 배수량 48,650톤)에 다다르게 되었다. 후드는 이 개량작업으로 인해 순양전함으로서 엄청난 방어력을 가지게 될 것이라고 기대되었다. 그러나 멀티 레이어 설계로 상부장갑이 취약했으며 2차 대전이 시작되어 이를 미처 보완하지 못해 결국 비스마르크의 명중탄 1발에 의해 격침되어 승조원 대부분이 전사하는 비극으로 이어졌다.
하지만 측면장갑은 13인치 경사장갑으로 방호력이 15인치 주포를 막을 수 있는 정도였다. 이 경사장갑이라는 아이디어는 향후 미국 전함 사우스다코다급 과 아이오와급 전함에 반영되었다.

## 취역과 그 후의 전력
HMS 후드는 1920년 3월 5일에 진수되었다. 워싱턴 해군 군축조약의 체결과 발효에 의해 배수량으로 후드를 넘는 전함은 1936년 비스마르크급 전함이 나타나기 전까지 출현하지 않았다. 후드는 취역에서부터 격침되기 전까지 대규모 근대화 개장을 거의 받지 않았다. 1931년까지 후드가 받은 개장이라곤 비행기 사출기, 장갑 증강, 약간의 함포의 추가였으며 그 외의 보완은 이뤄지지 않아 노후화가 진행되고 있었다. 제2차 세계 대전이 발발할 때 속력은 29.5노트로 저하되었다.
1940년 후드는 항구에 입항해 부포를 대공포로 대체해 대공 능력을 강화시켰다. 그 후 'H부대(Task Force H)' 기함으로 1940년 7월 3일의 '비행기 사출기 작전'에 참가해 북부 아프리카의 프랑스 식민지에 정박한 프랑스 해군 전함인 브르타뉴 등 4척을 격침시키고, 됭케르크와 프로방스를 중파시켰다. 후드는 이 작전 이후 영국으로 귀환해 기관의 오버히트와 대공 레이다, 사격 레이다의 증설을 받았다.
1941년 5월 21일 후드는 HMS 프린스 오브 웨일스(Prince of Wales)전함과 함께 독일 전함 비스마르크의 추격을 명령받는다. 5월 24일 후드는 아이슬란드와 그린란드 사이의 해협(Denmark Straight)에서 독일 해군의 전함 비스마르크와 중순양함 프린츠 오이겐을 발견해 전투를 개시한다. 전투 개시 6분 후, 비스마르크의 5번째 포탄이 후드의 가장 취약한 갑판을 뚫고 내려가 탄약고에 명중, 폭파하며 선체를 두 동강 내 3분 만에 침몰하였다. 승무원 1419명 중 단 3명만 생존하였다.